# 노기촌 (시마네현 노기군)
노기촌(能義村)은 시마네현 노기군에 설치되었던 촌이다. 현재의 야스기시에 해당한다.